# Hercostomus flaviscapus
Hercostomus flaviscapus är en tvåvingeart som beskrevs av Yang och Saigusa 1999. Hercostomus flaviscapus ingår i släktet Hercostomus och familjen styltflugor.
Artens utbredningsområde är Henan (Kina). Inga underarter finns listade i Catalogue of Life.